# Vulgarismy v češtině
V českém jazyce se vulgarismy (sprostá slova) téměř výhradně týkají tabuizovaných témat, kterými jsou sexuální chování, postižení a vylučování moči nebo stolice. Vulgární slova jsou často využívána při nadávání.

## Příklady českých nadávek, jejich použití a význam
Mezi nejznámější česká sprostá slova patří:
- prdel (Příklad použití: Jdi do prdele!, význam: Jdi pryč.)
- vůl (vykastrovaný býk)
- hovno (vulg. výkal)
- kurva (vulg. prostitutka)
- píča (hrubě zevní ženské pohlavní ústrojí; hrubá nadávka)

V češtině nejsou známy ekvivalenty některých nadávek používaných v jiných jazycích, například výraz „jebem ti mať!“ nebo urážky Boha a svatých.

## Právní důsledky používání vulgarismů
Nadávka se stává také předmětem soudního sporu v případě, že se některá osoba cítí poškozena, došlo k veřejnému pohoršení nebo je ohrožena mravní výchova mládeže. Zvláště sledovaným druhem nadávek jsou nadávky s rasovým podtextem. Nicméně tresty, pokuty, následují až po případné žalobě.
Je popsán případ, že Česká televize (veřejnoprávní televize) musela zaplatit poškozenému řediteli Národní galerie Milanu Knížákovi náklady řízení a sto tisíc korun za vulgární urážku („Protože je to čů... Nafoukanej, kriploidní čů... To je úplně jednoduchý, ne? To přece víme všichni.“) odvysílanou v dokumentu ČT. Tutéž částku musel uhradit výtvarník David Černý, jenž ředitele Národní galerie urazil. ČT i výtvarník se poškozenému omluvili, a odvolací senát tak řešil nárok poškozeného na odškodnění.
Institucí pro kontrolu a cenzuru vulgarismů v rozhlasovém a televizním vysílání je Rada pro rozhlasové a televizní vysílání. RRTV může provozovatele vysílání varovat, ale sankci mu udělit nesmí. Logickým řešením by při ohrožení mravní výchovy mládeže mohlo být podání žaloby v této věci.